# استوارت موریس
استوارت موریس (انگلیسی: Stewart Morris; ۲۵ مهٔ ۱۹۰۹ – ۲۴ فوریهٔ ۱۹۹۱) قایقران قایق بادبانی اهل بریتانیا بود.